# خوخ سرخ
خوخ سرخ (به لاتین: Khökh Serkh) یک کوه است که در مغولستان واقع شده‌است. خوخ سرخ ۴٬۰۱۹ متر بالاتر از سطح دریا واقع شده‌است.